# Яцина Василь Григорович
Васи́ль Григо́рович Яци́на (24 березня 1898, село Горби, Кременчуцький повіт, Полтавська губернія — 22 листопада 1921, містечко Базар, Базарська волость, Овруцький повіт, Волинська губернія) — козак 4-ї гарматної бригади 4-ї Київської дивізії Армії УНР, Герой Другого Зимового походу.

## Життєпис
Василь Яцина народився 24 березня 1898 року в селі Горби Кременчуцького повіту Полтавської губернії в українській селянській родині.
Освіта вказана як «сільська».
Не входив до жодної партії.
В Армії УНР із 1919 року. Інтернований у табір міста Александрув-Куявський.
Під час Другого Зимового походу — козак 4-ї гарматної бригади 4-ї Київської дивізії.
Розстріляний більшовиками 22 листопада 1921 року у місті Базар.
Реабілітований 27 квітня 1998 року.

## Вшанування пам'яті
- Його ім'я вибите серед інших на Меморіалі Героїв Базару.